# Вареников, Валерий Митрофанович
Валерий Митрофанович Вареников (5 ноября 1968) — советский и российский футболист, вратарь.
Воспитанник воронежских ДЮСШОР-15, СДЮСШОР «Факел» и «Динамо». В составе «Факела» — с 1983 года, в 1984 и 1986 годах провёл две игры на Кубок СССР. В 1986 году сыграл шесть игр во второй лиге за «Атом» Нововоронежский. В 1986—1988 годах проходил военную службу в войсках правительственной связи КГБ СССР. В 1989—1990 годах провёл 30 игр в составе «Химика» Семилуки во второй и второй низшей лигах. В 1991 году во второй низшей лиге за «Горняк» Хромтау сыграл 34 игры, пропустил 25 мячей. В 1992—1993 годах в составе «Горняка» сыграл 30 игр в высшей лиге чемпионата Казахстана. В 1994 году провёл оду игру во второй лиге России за «Факел». В 1995 году в профессиональных командах не играл. В 1996—1997 годах сыграл 16 игр за «Газовик» Острогожск в первенстве КФК. Последний сезон на профессиональном уровне провёл 1998 году в составе клуба второй лиги «Строитель» Моршанск — 29 игр, 49 пропущенных мячей. В дальнейшем выступал в любительских соревнованиях за «Строитель» (1999—2002) и «Локомотив» Лиски (2003—2004).
В 1983—1986 годах играл за юношескую сборную СССР, в составе которой был на победном турнире УЕФА 1985 (до 16 лет).
В 2005—2006 годах работал тренером в «Динамо» Воронеж.